# Salto con gli sci ai X Giochi olimpici invernali
Nel salto con gli sci ai X Giochi olimpici invernali furono disputate due gare, dal trampolino normale K70 e dal trampolino lungo K90, entrambe riservate agli atleti di sesso maschile. Le medaglie assegnate furono ritenute valide anche ai fini dei Campionati mondiali di sci nordico 1968.

## Programma
| Normale 70K |  |  |  |  |  | Finale |  |  |  |  |  |  |        |
| Lungo 90K   |  |  |  |  |  |        |  |  |  |  |  |  | Finale |

## Podi
| Evento                        | Oro               | Perform. | Argento          | Perform. | Bronzo        | Perform. |
| Trampolino normale (dettagli) | Jiří Raška        | 216,5    | Reinhold Bachler | 214,2    | Baldur Preiml | 212,6    |
| Trampolino lungo (dettagli)   | Vladimir Belousov | 231,3    | Jiří Raška       | 229,4    | Lars Grini    | 214,3    |

## Medagliere
| Posizione | Paese            |   |   |   | Totale |
| --------- | ---------------- | - | - | - | ------ |
| 1         | Cecoslovacchia   | 1 | 1 | 0 | 2      |
| 2         | Unione Sovietica | 1 | 0 | 0 | 1      |
| 3         | Austria          | 0 | 1 | 1 | 2      |
| 4         | Norvegia         | 0 | 0 | 1 | 1      |
| Totale    | Totale           | 2 | 2 | 2 | 6      |